# Casa Yabar Peralta
La Casa Yabar Peralta es una casona colonial ubicada en la calle Pampa del Castillo en el centro histórico del Cusco, Perú.
Desde 1972 el inmueble forma parte de la Zona Monumental del Cusco declarada como Monumento Histórico del Perú. Asimismo, en 1983 al ser parte del casco histórico de la ciudad del Cusco, forma parte de la zona central declarada por la UNESCO como Patrimonio Cultural de la Humanidad.

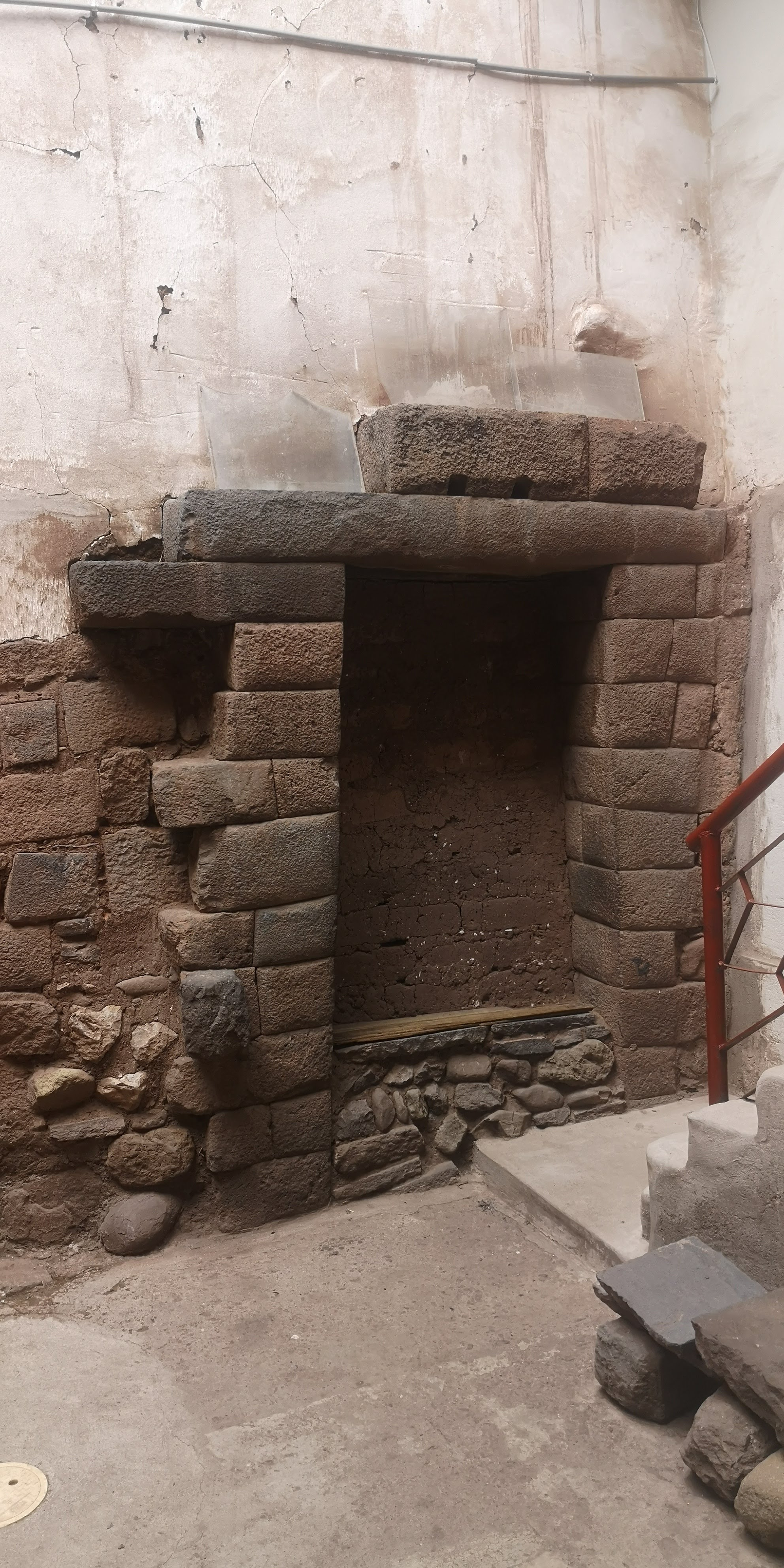
Muro inca al interior de la casa.

Inmueble de dos niveles y un patio, presenta zaguán de ingreso central y quebrado, escalera "de cajón" de ida y vuelta. Exteriormente la fachada es asimétrica con portada lítica, puerta postigo y emblema heráldico, además presenta dos balcones de antepecho con balaustrada de metal y un arco tapiado
de doble jamba en ladrillo. El patio mudéjar con pileta de planta octogonal, está configurado por cuatro crujías, la del lado noreste con galerías líticas de dos niveles, en las otras crujías corredores en voladizo sustentados sobre ménsulas con balaustrada de fierro fundido. La carpintería de la casa es de estilo neoclásico. Sobresale a la volumetría del inmueble la caja de escaleras. Mantiene elementos incas a nivel de fachada así como una portada de factura inca al interior del inmueble